# Nati nel 1970/Gennaio
| Questa pagina contiene informazioni ricavate automaticamente dalle voci biografiche con l'ausilio del template Bio e di un bot. L'aggiornamento è periodico e automatico e ricostruisce completamente la pagina. Se manca una persona in questa lista, sei pregato di non aggiungerla, ma accertati piuttosto che la sua voce biografica contenga il template Bio e che i dati anagrafici siano correttamente compilati. Se il template Bio manca, inseriscilo tu stesso o, in alternativa, metti l'avviso {{tmp\|Bio}} che ne segnala la mancanza. Se i dati riportati sono sbagliati, correggi direttamente la voce biografica; le modifiche saranno visibili in questa lista entro pochi giorni. Per chiarimenti vedi il progetto biografie. La lista contiene solo le 354 persone che sono citate nell'enciclopedia e per le quali è stato implementato correttamente il template Bio. Pagina aggiornata al 10 ago 2025. |

- 1º gennaio - Roberto Accardi, sportivo italiano
- 1º gennaio - Roberto Álamo, attore spagnolo
- 1º gennaio - Herman van den Belt, allenatore di pallacanestro olandese
- 1º gennaio - Miguel Ángel Cabral, ex cestista spagnolo
- 1º gennaio - Émilie Caen, attrice e produttrice cinematografica francese
- 1º gennaio - Jeff Cardoni, compositore e polistrumentista statunitense
- 1º gennaio - John Fortenberry, regista e produttore cinematografico statunitense
- 1º gennaio - Petr Garabík, ex biatleta ceco
- 1º gennaio - Markus Gier, ex canottiere svizzero
- 1º gennaio - Abdul-Jabar Hashim Hanoon, ex calciatore iracheno
- 1º gennaio - Tristan Hoffman, dirigente sportivo e ex ciclista su strada olandese
- 1º gennaio - Stephen Kinnock, politico britannico
- 1º gennaio - Sergej Kir'jakov, allenatore di calcio e ex calciatore russo
- 1º gennaio - Razi Mohebi, regista cinematografico, sceneggiatore e attore cinematografico afghano
- 1º gennaio - John Moore, regista, sceneggiatore e produttore cinematografico irlandese
- 1º gennaio - İlham Məmmədov, ex calciatore azero
- 1º gennaio - Evgenij Nikiforov, generale russo
- 1º gennaio - Kimberly Page, statunitense
- 1º gennaio - Shailja Patel, economista, poetessa e attivista keniana
- 1º gennaio - Oliver Pötzsch, scrittore tedesco
- 1º gennaio - Anselmo Robbiati, dirigente sportivo, allenatore di calcio e ex calciatore italiano
- 1º gennaio - Grazia Schiavo, attrice italiana
- 1º gennaio - Rekha Sharma, attrice canadese
- 1º gennaio - Tom Sier, ex calciatore olandese
- 1º gennaio - Jenno Topping, produttrice cinematografica statunitense
- 1º gennaio - Hype Williams, regista statunitense
- 2 gennaio - Lee Armstrong, attrice statunitense
- 2 gennaio - Mary Cacciola, conduttrice radiofonica italiana
- 2 gennaio - Raymond Ebanks, rapper finlandese
- 2 gennaio - Yul Jabour, politico venezuelano
- 2 gennaio - Sanda Ladoşi, cantante rumena
- 2 gennaio - Oksana Omel'jančik, ex ginnasta sovietica
- 2 gennaio - Alfonso Papa, ex magistrato e politico italiano
- 2 gennaio - James Patterson, sciatore alpino australiano
- 2 gennaio - Andreas Wecker, ex ginnasta tedesco
- 2 gennaio - Eric Whitacre, compositore, direttore di coro e direttore di banda statunitense
- 2 gennaio - Takuya Ōta, ex lottatore giapponese
- 3 gennaio - Claude Devèze, allenatore di hockey su ghiaccio e ex hockeista su ghiaccio canadese
- 3 gennaio - Tony Farmer, ex cestista statunitense
- 3 gennaio - Álvaro González de Galdeano, dirigente sportivo e ex ciclista su strada spagnolo
- 3 gennaio - Hu Weidong, ex cestista e allenatore di pallacanestro cinese
- 3 gennaio - Claudio Mascheretti, dirigente sportivo e ex calciatore italiano
- 3 gennaio - Ol'ga Mostepanova, ex ginnasta sovietica
- 3 gennaio - Gbenga Olonisakin, ex calciatore e ex giocatore di calcio a 5 nigeriano
- 3 gennaio - Matt Ross, attore, regista e sceneggiatore statunitense
- 4 gennaio - Hamida Barmaki, docente e attivista afghana († 2011)
- 4 gennaio - Christopher Cassidy, ex militare e astronauta statunitense
- 4 gennaio - Mensura Hadžić, ex cestista jugoslava
- 4 gennaio - Chris Kanyon, wrestler statunitense († 2010)
- 4 gennaio - Stephan Marasek, dirigente sportivo, allenatore di calcio e ex calciatore austriaco
- 4 gennaio - Raúl Noriega, ex calciatore ecuadoriano
- 4 gennaio - Josh Stamberg, attore e doppiatore statunitense
- 4 gennaio - Carl Frode Tiller, scrittore, storico e musicista norvegese
- 5 gennaio - David Adams, ex tennista sudafricano
- 5 gennaio - Igor Bališ, ex calciatore slovacco
- 5 gennaio - Rodney Davis, politico statunitense
- 5 gennaio - Salvatore Marcello Di Mattina, politico italiano
- 5 gennaio - Elfi Eder, ex sciatrice alpina austriaca
- 5 gennaio - Jurij Kovtun, allenatore di calcio e ex calciatore russo
- 5 gennaio - Cristiana Monina, velista, giornalista e conduttrice televisiva italiana
- 5 gennaio - Ylva Nowén, ex sciatrice alpina svedese
- 5 gennaio - Jeffrey Jey, cantautore e compositore italiano
- 5 gennaio - Francesco Bolo Rossini, attore e regista italiano
- 5 gennaio - Alessio Secco, dirigente sportivo italiano
- 5 gennaio - Sofia Shinas, attrice e cantante canadese
- 5 gennaio - Jens Todt, ex calciatore tedesco
- 5 gennaio - Troy Van Leeuwen, polistrumentista, compositore e produttore discografico statunitense
- 5 gennaio - Oleg Veretennikov, allenatore di calcio e ex calciatore russo
- 5 gennaio - Chris Wilkinson, ex tennista britannico
- 5 gennaio - Vladimir Čagin, pilota di rally russo
- 6 gennaio - Leonardo Astrada, allenatore di calcio e ex calciatore argentino
- 6 gennaio - Darrell Bevell, allenatore di football americano statunitense
- 6 gennaio - Rubén Capria, dirigente sportivo, allenatore di calcio e ex calciatore argentino
- 6 gennaio - Julie Chen, conduttrice televisiva e produttrice televisiva statunitense
- 6 gennaio - Canko Cvetanov, allenatore di calcio e ex calciatore bulgaro
- 6 gennaio - Onik Gasparyan, generale armeno
- 6 gennaio - Kazuhisa Iijima, ex calciatore giapponese
- 6 gennaio - Adrian Jigău, sollevatore rumeno
- 6 gennaio - Sofia Kligkopoulou, ex cestista e allenatrice di pallacanestro greca
- 6 gennaio - Radoslav Látal, allenatore di calcio e ex calciatore ceco
- 6 gennaio - Bubista, allenatore di calcio e ex calciatore capoverdiano
- 6 gennaio - Ahmad Jamil Madani, ex calciatore saudita
- 6 gennaio - Osudu Okako, ex cestista della Repubblica Democratica del Congo
- 6 gennaio - Lynn Okamoto, fumettista giapponese
- 6 gennaio - Angelo Petracca, carabiniere italiano († 1990)
- 6 gennaio - Francisco Rotllán, ex calciatore messicano
- 6 gennaio - David Saint-Jacques, astronauta e astrofisico canadese
- 7 gennaio - Maksim Amelin, poeta, traduttore e critico letterario russo
- 7 gennaio - Krishna Bharat, informatico e ingegnere indiano
- 7 gennaio - Alex Carpani, compositore italiano
- 7 gennaio - Todd Day, ex cestista e allenatore di pallacanestro statunitense
- 7 gennaio - Doug E. Doug, attore e produttore cinematografico statunitense
- 7 gennaio - João Ricardo, ex calciatore angolano
- 7 gennaio - Gábor Köves, allenatore di tennis, commentatore televisivo e ex tennista ungherese
- 7 gennaio - Adrián Martínez, allenatore di calcio e ex calciatore messicano
- 7 gennaio - Sizwe Motaung, calciatore sudafricano († 2001)
- 7 gennaio - Oren Peli, produttore cinematografico e sceneggiatore israeliano
- 7 gennaio - Miroslav Stević, ex calciatore serbo
- 7 gennaio - Anna Mjöll, cantautrice islandese
- 8 gennaio - Edoardo Bortolotti, calciatore italiano († 1995)
- 8 gennaio - Pasquale Frisenda, fumettista italiano
- 8 gennaio - Raúl González, ex pallamanista e allenatore di pallamano spagnolo
- 8 gennaio - Melissa Hill, ex attrice pornografica e regista statunitense
- 8 gennaio - Gladys Kalema-Zikusoka, biologa e veterinaria ugandese
- 8 gennaio - Mika Lehkosuo, allenatore di calcio, dirigente sportivo e ex calciatore finlandese
- 8 gennaio - Alessio Menconi, chitarrista italiano
- 8 gennaio - Adam Reed, sceneggiatore, produttore televisivo e regista statunitense
- 8 gennaio - David Self, sceneggiatore statunitense
- 8 gennaio - Miran Srebrnič, allenatore di calcio e ex calciatore sloveno
- 8 gennaio - Giorgio Sterchele, allenatore di calcio e ex calciatore italiano
- 8 gennaio - Darryl Williams, ex giocatore di football americano statunitense
- 8 gennaio - Võ Thị Ánh Xuân, politica vietnamita
- 9 gennaio - Axel Rodrigues de Arruda, ex calciatore brasiliano
- 9 gennaio - Tonino Carotone, cantautore spagnolo
- 9 gennaio - Alex Chesterman, imprenditore britannico
- 9 gennaio - Lara Fabian, cantautrice e compositrice belga
- 9 gennaio - DJ Rush, disc jockey, musicista e produttore discografico statunitense
- 9 gennaio - José Luis Sánchez Moretti, ex calciatore cileno
- 9 gennaio - Marco Sanchez, attore, cantante e sceneggiatore statunitense
- 9 gennaio - Alessandro Staropoli, tastierista italiano
- 9 gennaio - Mika-Matti Tahvanainen, ex cestista finlandese
- 9 gennaio - Javier Torres Gómez, allenatore di calcio e ex calciatore spagnolo
- 9 gennaio - Rubén Tufiño, ex calciatore boliviano
- 9 gennaio - Yang Hyun-suk, rapper, imprenditore e produttore discografico sudcoreano
- 9 gennaio - Mia X, rapper statunitense
- 10 gennaio - Buff Bagwell, ex wrestler statunitense
- 10 gennaio - Marek Bajor, ex calciatore polacco
- 10 gennaio - Geovanis Cassiani, ex calciatore colombiano
- 10 gennaio - Deon Figures, ex giocatore di football americano statunitense
- 10 gennaio - Massimo Guglielmi, ex canottiere italiano
- 10 gennaio - Damir Jurković, ex calciatore croato
- 10 gennaio - Manfred Kurzer, tiratore a segno tedesco
- 10 gennaio - Alisa Marić, scacchista e politica serba
- 10 gennaio - David Martínez de Aguirre Guinea, vescovo cattolico e missionario spagnolo
- 10 gennaio - Kevin James Sweeney, vescovo cattolico statunitense
- 11 gennaio - Manfredi Beninati, pittore e scultore italiano
- 11 gennaio - Jason Bittner, batterista statunitense
- 11 gennaio - Johanna Boutet, ex cestista francese
- 11 gennaio - Frédéric Daerden, politico belga
- 11 gennaio - Franco Davín, allenatore di tennis e ex tennista argentino
- 11 gennaio - Wolfgang Graßl, sciatore alpino e allenatore di sci alpino tedesco († 2010)
- 11 gennaio - Chris Jent, allenatore di pallacanestro e ex cestista statunitense
- 11 gennaio - Malcolm D. Lee, regista, sceneggiatore e produttore cinematografico statunitense
- 11 gennaio - Håvard Steinar Lunde, ex calciatore norvegese
- 11 gennaio - Giovanni Pellielo, tiratore a volo italiano
- 11 gennaio - Mustafa Sandal, cantautore, produttore discografico e attore turco
- 11 gennaio - José Soto, allenatore di calcio e ex calciatore peruviano
- 11 gennaio - Sukumar, regista indiano
- 12 gennaio - LaTonya Blige-DaCosta, produttrice discografica e compositrice statunitense
- 12 gennaio - Jorge Castañeda, ex calciatore messicano
- 12 gennaio - Craig Hignett, allenatore di calcio e ex calciatore inglese
- 12 gennaio - Simeone Latini, attore e regista italiano
- 12 gennaio - Vladimir Perdomo, ex giocatore di calcio a 5 cubano
- 12 gennaio - Julia Quinn, scrittrice statunitense
- 12 gennaio - Masaaki Sawanobori, ex calciatore giapponese
- 12 gennaio - Nigel Wilson, ex giocatore di baseball canadese
- 12 gennaio - Raekwon, rapper statunitense
- 12 gennaio - Zack de la Rocha, rapper, cantautore e attivista statunitense
- 13 gennaio - Pavel Berman, violinista, direttore d'orchestra e docente russo
- 13 gennaio - Keith Coogan, attore statunitense
- 13 gennaio - Sergej Dudakov, ex pattinatore e allenatore di pattinaggio russo
- 13 gennaio - Dan Eggen, allenatore di calcio e ex calciatore norvegese
- 13 gennaio - Miss Pomodoro, ex attrice pornografica ungherese
- 13 gennaio - Michael Onyemachara, ex calciatore e ex giocatore di calcio a 5 nigeriano
- 13 gennaio - Marco Pantani, ciclista su strada italiano († 2004)
- 13 gennaio - Shonda Rhimes, sceneggiatrice e produttrice televisiva statunitense
- 13 gennaio - Odiah Sidibé, ex velocista francese
- 14 gennaio - Alejandro García Casañas, allenatore di calcio, dirigente sportivo e ex calciatore spagnolo
- 14 gennaio - Sunny Garcia, surfista statunitense
- 14 gennaio - Ralph Gilles, imprenditore e designer statunitense
- 14 gennaio - Victoria Givens, ex attrice pornografica e regista statunitense
- 14 gennaio - Giorgio Metta, ingegnere italiano
- 14 gennaio - Edin Mujčin, ex calciatore bosniaco
- 14 gennaio - Jonas Olsson, allenatore di calcio e ex calciatore svedese
- 14 gennaio - Fabien Remblier, attore e regista francese
- 14 gennaio - Fazıl Say, pianista e compositore turco
- 14 gennaio - Gene Snitsky, wrestler statunitense
- 14 gennaio - Ricardo Yearwood, cestista panamense († 2024)
- 15 gennaio - Ömürbek Babanov, politico kirghiso
- 15 gennaio - Daniel Borimirov, ex calciatore bulgaro
- 15 gennaio - David DiLucia, ex tennista e allenatore di tennis statunitense
- 15 gennaio - Michael Gerber, vescovo cattolico tedesco
- 15 gennaio - Ha Suk-rye, ex cestista sudcoreana
- 15 gennaio - Shane McMahon, imprenditore e wrestler statunitense
- 15 gennaio - Will Oldham, cantautore e attore statunitense
- 15 gennaio - Raúl Otero, ex calciatore uruguaiano
- 15 gennaio - Karine Plantadit, attrice, ballerina e cantante statunitense
- 15 gennaio - Dušan Popović, pallanuotista e allenatore di pallanuoto serbo († 2011)
- 15 gennaio - Odalis Revé, ex judoka cubana
- 15 gennaio - Joachim Stadler, allenatore di calcio e ex calciatore tedesco
- 15 gennaio - Maria Rosa Tabbuso, ex pugile italiana
- 15 gennaio - Oktay Urkal, ex pugile tedesco
- 16 gennaio - Rick Bognar, wrestler canadese († 2019)
- 16 gennaio - Andrea Dallamora, ex cestista italiano
- 16 gennaio - Lorenzo Di Silvestro, dirigente sportivo e ex ciclista su strada italiano
- 16 gennaio - Garth Ennis, fumettista britannico
- 16 gennaio - Geoff Grant, ex tennista statunitense
- 16 gennaio - Don MacLean, ex cestista statunitense
- 16 gennaio - Filippo Roma, personaggio televisivo italiano
- 16 gennaio - Alessio Tagliento, autore televisivo, scrittore e regista teatrale italiano
- 16 gennaio - Liv Marit Wedvik, cantante norvegese († 2015)
- 17 gennaio - Steve Asheim, batterista, chitarrista e produttore discografico statunitense
- 17 gennaio - Robin Byrd, ex sollevatrice statunitense
- 17 gennaio - Cássio Barros, ex calciatore brasiliano
- 17 gennaio - Xabier Eskurza, ex calciatore spagnolo
- 17 gennaio - Bart Freundlich, regista, sceneggiatore e produttore cinematografico statunitense
- 17 gennaio - Emanuele Gamba, attore teatrale e regista teatrale italiano
- 17 gennaio - Jeremy Roenick, ex hockeista su ghiaccio statunitense
- 17 gennaio - Mona Steigauf, ex multiplista tedesca
- 17 gennaio - Genndy Tartakovsky, animatore, regista e sceneggiatore statunitense
- 17 gennaio - James Wattana, giocatore di snooker thailandese
- 18 gennaio - DJ Quik, rapper, beatmaker e produttore discografico statunitense
- 18 gennaio - Heitor Dhalia, regista e sceneggiatore brasiliano
- 18 gennaio - Jurijs Karašausks, ex calciatore e ex giocatore di calcio a 5 lettone
- 18 gennaio - Oleksandr Kosenko, allenatore di calcio a 5 e ex giocatore di calcio a 5 ucraino
- 18 gennaio - Keisha Lance Bottoms, politica statunitense
- 18 gennaio - Peter Van Petegem, ex ciclista su strada belga
- 18 gennaio - Esteban de Palma, ex pallavolista argentino
- 19 gennaio - Einar Daníelsson, ex calciatore islandese
- 19 gennaio - Essie Davis, attrice e produttrice cinematografica australiana
- 19 gennaio - José Antonio Escuredo, ex pistard spagnolo
- 19 gennaio - Tim Foster, ex canottiere britannico
- 19 gennaio - Steffen Freund, ex calciatore tedesco
- 19 gennaio - Jeremy Herrin, regista teatrale e direttore artistico britannico
- 20 gennaio - Ezio Brevi, allenatore di calcio e ex calciatore italiano
- 20 gennaio - Hermes Desio, ex calciatore argentino
- 20 gennaio - Branka Katić, attrice serba
- 20 gennaio - Kerri Kenney-Silver, attrice, comica e sceneggiatrice statunitense
- 20 gennaio - İsmail Küçükkaya, giornalista e scrittore turco
- 20 gennaio - Edwin McCain, cantante statunitense
- 20 gennaio - Håkan Svensson, ex calciatore svedese
- 20 gennaio - Skeet Ulrich, attore statunitense
- 20 gennaio - Andrucha Waddington, regista e produttore cinematografico brasiliano
- 21 gennaio - Paolo Annoni, allenatore di calcio e ex calciatore italiano
- 21 gennaio - Malik Beyleroğlu, ex pugile turco
- 21 gennaio - Alen Bokšić, ex calciatore jugoslavo
- 21 gennaio - Mahmut Demir, ex lottatore turco
- 21 gennaio - Marina Foïs, attrice francese
- 21 gennaio - Michael Jakosits, tiratore a segno tedesco
- 21 gennaio - Pietro Laffranco, politico italiano
- 21 gennaio - Saúl Laverni, ex arbitro di calcio argentino
- 21 gennaio - Ángel Lekumberri, ex calciatore spagnolo
- 21 gennaio - Ken Leung, attore statunitense
- 21 gennaio - Thamisanqa Molepo, attore tedesco
- 21 gennaio - Greg Pitts, attore statunitense
- 21 gennaio - Eduardo Zambrano, ex calciatore ecuadoriano
- 21 gennaio - Mauro Zironelli, allenatore di calcio e ex calciatore italiano
- 21 gennaio - Marian van de Wal, cantante olandese
- 22 gennaio - Carmela Allucci, ex pallanuotista italiana
- 22 gennaio - Øystein Drillestad, ex calciatore norvegese
- 22 gennaio - Fan Zhiyi, ex calciatore cinese
- 22 gennaio - Alex Fernández, ex calciatore colombiano
- 22 gennaio - Alessandro Lai, costumista italiano
- 22 gennaio - Abraham Olano, ex ciclista su strada spagnolo
- 22 gennaio - Alex Ross, fumettista e illustratore statunitense
- 22 gennaio - Péter Székely, astronomo ungherese
- 23 gennaio - Nicola Beer, politica tedesca
- 23 gennaio - Zoltán Boros, ex cestista ungherese
- 23 gennaio - Roberto De Zolt, ex fondista italiano
- 23 gennaio - Constantina Diță, ex maratoneta e mezzofondista rumena
- 23 gennaio - Alex Gaudino, disc jockey e produttore discografico italiano
- 23 gennaio - Arijan Komazec, ex cestista croato
- 23 gennaio - Beata Krupska, ex cestista polacca
- 23 gennaio - Lee Jung-eun, attrice sudcoreana
- 23 gennaio - Li Hongjun, ex calciatore cinese
- 23 gennaio - Oleg Ovsjannikov, ex danzatore su ghiaccio russo
- 23 gennaio - Richard Šmehlík, ex hockeista su ghiaccio ceco
- 23 gennaio - Moreno Torricelli, ex calciatore e allenatore di calcio italiano
- 23 gennaio - Matteo Villa, allenatore di calcio e ex calciatore italiano
- 23 gennaio - Erik Wijmeersch, ex velocista belga
- 24 gennaio - Christopher Bartolone, allenatore di hockey su ghiaccio e ex hockeista su ghiaccio statunitense
- 24 gennaio - Roberto Bonano, allenatore di calcio e ex calciatore argentino
- 24 gennaio - Sleepy Brown, rapper e produttore discografico statunitense
- 24 gennaio - Anna Costalunga, ex cestista italiana
- 24 gennaio - Jake Ellzey, politico statunitense
- 24 gennaio - Gaël Giraud, economista francese
- 24 gennaio - César Guidetti, allenatore di pallacanestro brasiliano
- 24 gennaio - Valerio Iafrate, giornalista, telecronista sportivo e conduttore televisivo italiano
- 24 gennaio - Herb Jones, cestista statunitense († 2021)
- 24 gennaio - Matthew Lillard, attore statunitense
- 24 gennaio - Marco Vignola, ex bobbista italiano
- 24 gennaio - Loredana Marino, attrice e cantautrice italiana
- 24 gennaio - Brett Robinson, ex rugbista a 15, dirigente sportivo e medico australiano
- 24 gennaio - Daniel Telser, ex calciatore liechtensteinese
- 25 gennaio - Steinar Dagur Adolfsson, ex calciatore islandese
- 25 gennaio - Stephen Chbosky, scrittore, regista e sceneggiatore statunitense
- 25 gennaio - Ernest Gjoka, allenatore di calcio e dirigente sportivo albanese
- 25 gennaio - Margunn Haugenes, allenatrice di calcio e ex calciatrice norvegese
- 25 gennaio - Tanis Hunt, ex sciatrice alpina statunitense
- 25 gennaio - Tomás Jofresa, ex cestista spagnolo
- 25 gennaio - Li Duihong, tiratrice a segno cinese
- 25 gennaio - Liu Jun, ex giocatore di calcio a 5 e ex calciatore cinese
- 25 gennaio - Rafael Lozano, ex pugile spagnolo
- 25 gennaio - Chris Mills, ex cestista statunitense
- 25 gennaio - Thomas Solberg, ex calciatore norvegese
- 25 gennaio - Cheikh Touré, ex lunghista senegalese
- 26 gennaio - Bjarni Benediktsson, politico islandese
- 26 gennaio - Franco Colturi, ex sciatore alpino italiano
- 26 gennaio - Bob Donewald, allenatore di pallacanestro e dirigente sportivo statunitense
- 26 gennaio - Kirk Franklin, musicista e cantante statunitense
- 26 gennaio - Augusto Gama, allenatore di calcio e ex calciatore portoghese
- 26 gennaio - Ricardo Lindo, ex cestista statunitense
- 26 gennaio - Tracy Middendorf, attrice statunitense
- 26 gennaio - David Perry, attore pornografico francese
- 26 gennaio - Alessandra Sensini, ex velista e dirigente sportiva italiana
- 27 gennaio - Adam Brand, cantante australiano
- 27 gennaio - Dario Brose, ex calciatore statunitense
- 27 gennaio - Reynold Carrington, ex calciatore trinidadiano
- 27 gennaio - Cindy Cheung, attrice statunitense
- 27 gennaio - Svetla Dimitrova, ex ostacolista e multiplista bulgara
- 27 gennaio - Frédéric Forte, cestista, allenatore di pallacanestro e dirigente sportivo francese († 2017)
- 27 gennaio - Amy Hargreaves, attrice statunitense
- 27 gennaio - Fabian Harloff, attore, conduttore radiofonico e doppiatore tedesco
- 27 gennaio - Todd Louiso, attore e regista statunitense
- 27 gennaio - Heather Nauert, giornalista statunitense
- 27 gennaio - Emmanuel Pahud, flautista svizzero
- 27 gennaio - Roberts Suharevs, ex slittinista lettone
- 27 gennaio - Honorato Trosso, ex cestista angolano
- 27 gennaio - Luigi Turci, allenatore di calcio, dirigente sportivo e ex calciatore italiano
- 27 gennaio - Stefan Šalamanov, ex sciatore alpino bulgaro
- 28 gennaio - Tomas Asklund, batterista svedese
- 28 gennaio - Gabriele Caleca, ex giocatore di calcio a 5 italiano
- 28 gennaio - Valeria Cappellotto, ciclista su strada italiana († 2015)
- 28 gennaio - Giuseppe Castiglione, ex calciatore italiano
- 28 gennaio - Alejandro Farías, ex calciatore argentino
- 28 gennaio - Antonio Ferrara, politico italiano
- 28 gennaio - Paul Gray, ex calciatore nordirlandese
- 28 gennaio - Andrea Pellicini, politico italiano
- 28 gennaio - Dalibor Slezák, ex calciatore ceco
- 28 gennaio - Donald Tardy, batterista statunitense
- 29 gennaio - Dexter Cambridge, ex cestista bahamense
- 29 gennaio - Gianluca Coci, traduttore, iamatologo e curatore editoriale italiano
- 29 gennaio - Heather Graham, attrice statunitense
- 29 gennaio - Jörg Hoffmann, ex nuotatore tedesco
- 29 gennaio - John Lindsay, ex atleta paralimpico australiano
- 29 gennaio - Michele Piccirillo, ex pugile italiano
- 29 gennaio - Rajyavardhan Singh Rathore, ex tiratore a volo e politico indiano
- 29 gennaio - Paul Ryan, politico statunitense
- 29 gennaio - Ustaz Mohammed Yusuf, terrorista nigeriano († 2009)
- 30 gennaio - Fiona Dolman, attrice britannica
- 30 gennaio - Nikola Gino, ex calciatore albanese
- 30 gennaio - Espen Haug, allenatore di calcio e ex calciatore norvegese
- 30 gennaio - Marco Milesi, dirigente sportivo e ex ciclista su strada italiano
- 30 gennaio - Yves Vanderhaeghe, allenatore di calcio e ex calciatore belga
- 30 gennaio - Giulia Volpi, ex ginnasta, ballerina e coreografa italiana
- 30 gennaio - Hans Vonk, ex calciatore sudafricano
- 30 gennaio - Kimiya Yui, astronauta giapponese
- 31 gennaio - Søren Andersen, ex calciatore danese
- 31 gennaio - Federico Bertozzi, drammaturgo e scrittore italiano
- 31 gennaio - Frédéric Clercq, ex pentatleta francese
- 31 gennaio - Minnie Driver, attrice britannica
- 31 gennaio - Goyo Jiménez, comico, attore e personaggio televisivo spagnolo
- 31 gennaio - Juan Manuel de Prada, scrittore e opinionista spagnolo
- 31 gennaio - Jabulani Sibanda, politico zimbabwese